# Edward O'Hare
Edward Henry O'Hare (13 de marzo de 1914 - 26 de noviembre de 1943) fue un aviador naval estadounidense que voló para la Armada de los Estados Unidos. El 20 de febrero de 1942 se convirtió en el primer as volador de la armada cuando atacó sin ayuda a una formación de nueve bombarderos pesados que se acercaban a su portaaviones. A pesar de que tenía municiones limitadas, pudo derribar a cinco de los bombarderos enemigos y se convirtió en el primer receptor naval de la Medalla de Honor en la Segunda Guerra Mundial.
Voló por última vez la noche del 26 de noviembre de 1943, cuando lideró el primer ataque de caza nocturno lanzado desde un portaaviones. Durante este encuentro con un grupo de torpederos japoneses, su Grumman F6F Hellcat fue derribado y sus restos jamás fueron encontrados. En 1945, el destructor USS O'Hare (DD-889) fue nombrado en su honor.
El 19 de septiembre de 1949, se le dio el nombre de Aeropuerto Internacional O'Hare al Aeropuerto Orchard Depot en el área de Chicago. Un F4F Wildcat idéntico al avión volado por O "Hare, (" White F-15 ") es exhibido actualmente en la Terminal 2. La exhibición se abrió formalmente en el septuagésimo quinto aniversario de su vuelo de Medalla de Honor.

## Primeros años

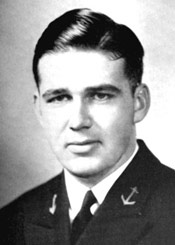
O'Hare como guardiamarina 2 / C en la Academia Naval, 1935.

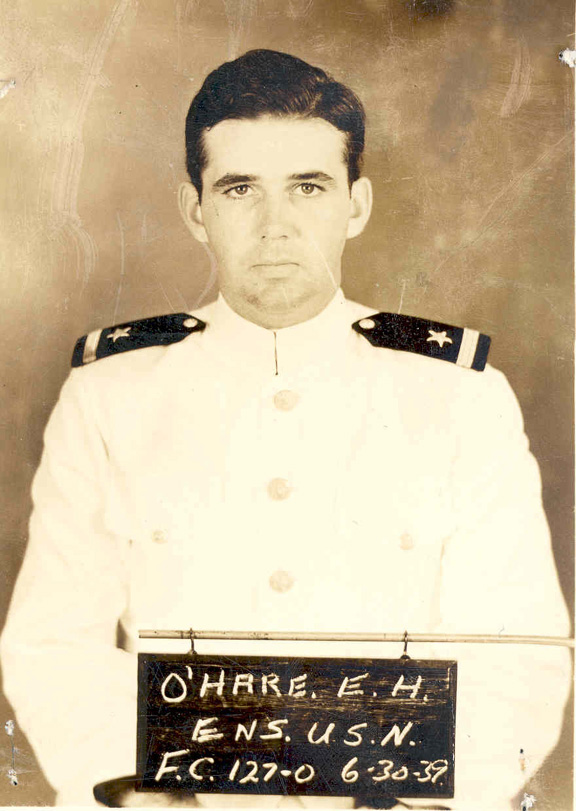
Alférez O'Hare.

O'Hare nació en San Luis, Misuri. Fue el hijo de Selma Anna (née Lauth) y Edward Joseph O'Hare, de ascendencia irlandesa y alemana respectivamente, y tuvo dos hermanas, Patricia y Marilyn. Cuando sus padres se divorciaron en 1927, los tres hermanos se quedaron con su madre en St. Louis mientras que su padre se mudó a Chicago. El padre de Butch era un abogado que trabajó en estrecha colaboración con Al Capone antes de volverse contra él para ayudar a la justicia a condenarlo por evasión fiscal.
En 1932 se graduó de la Academia Militar Occidental. Al año siguiente ingresó a la Academia Naval de los Estados Unidos en Annapolis, Maryland, de la cual se graduó el 3 de junio de 1937 con el grado de Alférez. Después, sirvió durante dos años a bordo del acorazado USS New Mexico (BB-40) y en 1939, comenzó el entrenamiento de vuelo en NAS Pensacola en Florida, aprendiendo lo básico sobre los entrenadores de biplano Naval Aircraft Factory N3N-1 "Yellow Peril" y Stearman NS-1, y más tarde sobre el avanzado entrenador SNJ . El Boeing F4B-4A era un avión ágil, que le permitió entrenarse en acrobacias aéreas y artillería aérea. También voló el SBU Corsair y el TBD Devastator.
Su padre fue asesinado a tiros en noviembre de 1939,  probablemente por los bandidos de Al Capone ya que había proporcionado pruebas incriminatorias durante su enjuiciamiento por evasión fiscal en 1931 y 1932. Se especula que esto se hizo para asegurar que Butch ingresara a la Academia Naval, o para dar un buen ejemplo; ciertamente, al menos en parte, implicaba un intento de distanciarse de las actividades de Capone. Cualquiera sea la motivación, el padre de Butch fue derribado en su automóvil, una semana antes de que Al Capone fuera liberado del encarcelamiento.
Cuando completó su entrenamiento de aviación naval el 2 de mayo de 1940, fue asignado al USS Saratoga (CV-3) en el escuadrón de combate tres (VF-3). También entrenó en el Grumman F3F y luego se graduó en el Brewster F2A de Buffalo. El teniente John Thach, (entonces oficial ejecutivo de VF-3), descubrió las excepcionales habilidades de vuelo de O'Hare y se convirtió en su mentor. Thach, quien más tarde desarrollaría la táctica de combate aéreo de Thach Weave, enfatizó la artillería en su entrenamiento. En 1941, más de la mitad de todos los pilotos VF-3, incluido O'Hare, obtuvieron la "E" por excelencia de artillería.
A principios de 1941, el escuadrón VF-3 fue transferido a USS Enterprise (CV-6), debido a que el  USS Saratoga (CV-3) fue transferido a Bremerton Navy Yard para someterlo a trabajo de mantenimiento y revisión.

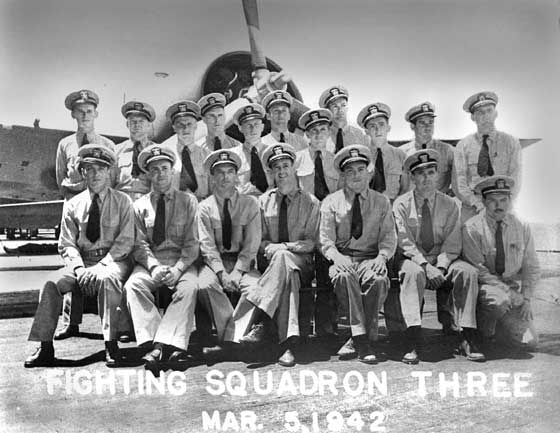
VF-3: Primera fila, segunda desde la derecha: Teniente Edward Butch O'Hare.

En la mañana del lunes 21 de julio, O'Hare realizó su primer vuelo en un Grumman F4F Wildcat. Después de las paradas en Washington y Dayton, aterrizó en St. Louis el martes. Al visitar a la esposa de un amigo en el hospital esa tarde, conoció a su futura esposa, la enfermera Rita Wooster, donde le propuso matrimonio la primera vez que se vieron. Después de tomar instrucciones en el catolicismo romano para convertirse, se casaron en la Iglesia Católica de Santa María en Phoenix el sábado 6 de septiembre de 1941. Para su luna de miel, navegaron a Hawái en barcos separados, Butch en Saratoga, que había completado las modificaciones en Bremerton, y Rita en la Matson forro Lurline. Finalmente, fue llamado al servicio el día después del ataque japonés a Pearl Harbor .
En la noche del 11 de enero de 1942, cuando Butch y otros oficiales del VF-3 cenaban en la sala, el portaaviones Saratoga fue dañado por un torpedo japonés mientras patrullaba al suroeste de Hawái. Pasó cinco meses en reparación en la costa oeste, por lo que el escuadrón VF-3 se transfirió al USS Lexington (CV-2) el 31 de enero.

## Servicio durante la Segunda Guerra Mundial

### Vuelo de Medalla de Honor

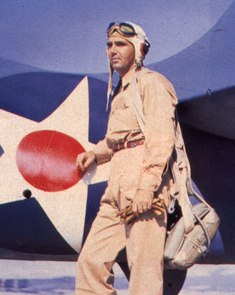
O'Hare se encuentra al lado de un F4F-3 Wildcat (tenga en cuenta el cinturón de vaquero de cuero en lugar del cinturón de tela militar militar de bronce estándar).

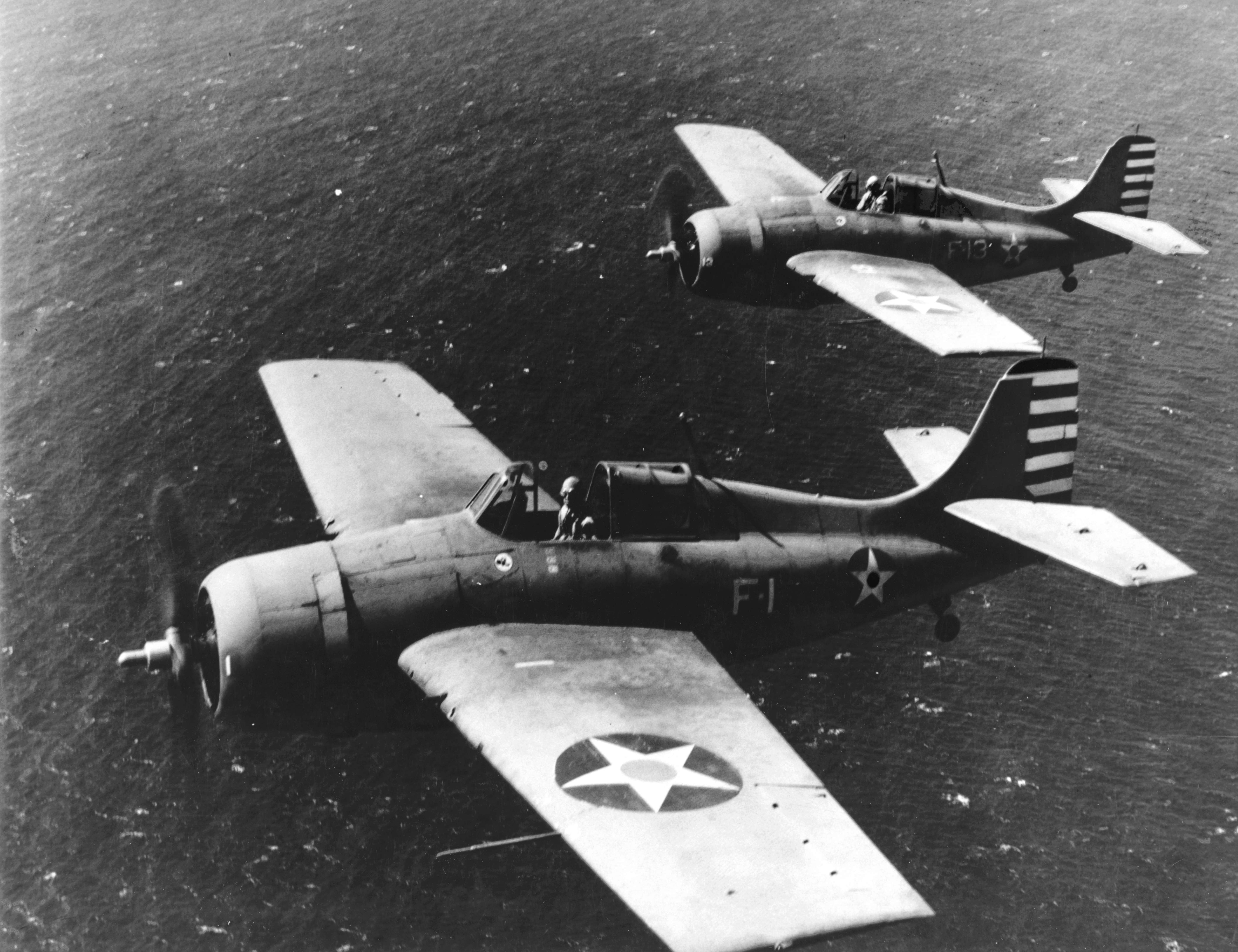
F4F-3A Wildcats volados por LCMDR. Thach (F-1) y el teniente O'Hare (F-13) durante el vuelo de fotografía aérea del 11 de abril de 1942.

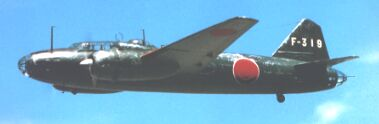
Mitsubishi G4M Betty.

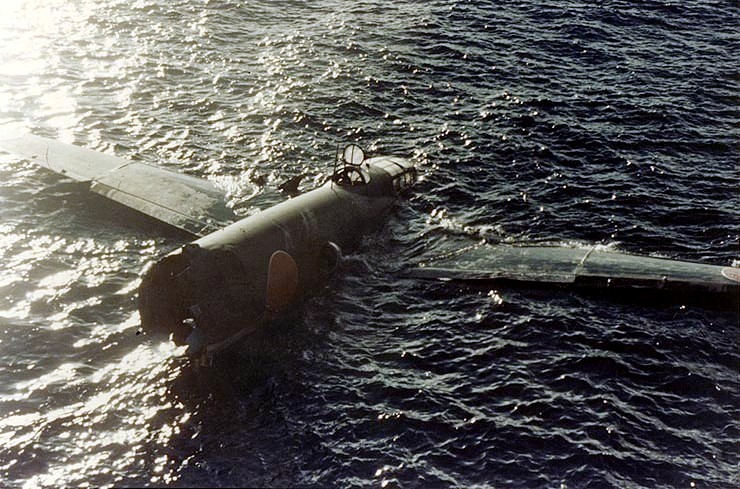
Foto (tomada más tarde en la guerra) de un derribo de Mitsubishi G4M1 Betty, el mismo tipo de bombardero japonés, encontró O'Hare.

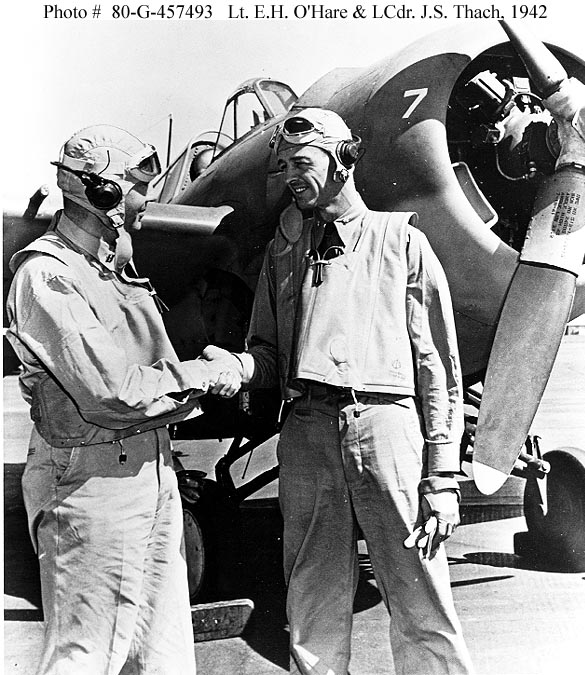
Imágenes publicitarias de O'Hare y Thach en la estación aérea naval de Kaneohe, 10 de abril de 1942. Observe los puños instalados en las raíces de la pala de la hélice de Grumman F4F-3 para aumentar el flujo de aire al motor, evitando problemas de enfriamiento del motor.

Su vuelo más famoso ocurrió durante la Guerra del Pacífico el 20 de febrero de 1942. El teniente O'Hare y su ayudante eran los únicos combatientes de la Marina disponibles cuando una segunda ola de bombarderos japoneses atacaban a su portaaviones Lexington .
O'Hare estaba a bordo del portaaviones USS Lexington, al que se le había asignado la tarea de penetrar en aguas controladas por el enemigo al norte de Nueva Irlanda. Aún a 450 millas del puerto de Rabaul, a las 10:15, el portaaviones recibió una señal en el radar sobre un avión desconocido a 35 millas del barco. Se lanzó una patrulla de combate de seis aviones dirigidos a investigar el contacto. Uno de los dos aviones, bajo el mando del teniente comandante John Thach, derribaron un hidroavión Kawanishi H6K 4 Type 97 (" Mavis ") de cuatro motores a unos 43 millas a las 11:12. Más tarde, otros dos aviones de la patrulla de combate fueron enviados a otro contacto de radar a 35 millas de distancia, derribando a un segundo Mavis a las 12:02. Se hizo un tercer contacto a 80 millas, pero cambió de rumbo y desapareció. A las 15:42, una señal irregular en forma de "V" llamó la atención del operador de radar del portaaviones . El contacto se perdió pero reapareció a las 16:25 cuarenta y siete millas al oeste. Butch O'Hare, volando F4F Wildcat BuNo 4031 "White F-15", fue uno de los varios pilotos lanzados para interceptar los 9 bombarderos japoneses Mitsubishi G4M " Betty " del segundo Chutai del cuarto Kōkūtai;  Todos los bombarderos fueron derribados con una combinación de combatientes y fuego antiaéreo.
A las 16:49, el radar del portaaviones recogió una segunda señal de formaciones de Bettys del 4.º Chutai de Kōkūtai,  a una distancia alrededor de 12 millas. Con la mayoría de los combatientes persiguiendo al segundo Chutai, al Lexington solo le quedaban dos aviones Wildcats para la defensa aérea, O'Hare y su ayudante, Marion "Duff" Dufilho. Volando hacia el este llegaron 1.500 pies sobre el Bettys a nueve millas a las 17:00. Las armas de Dufilho se atascaron, dejando solo a O'Hare para proteger al transportista. El enemigo estaba en una formación V-of-Vs, volando muy juntos y usando su cañón de 20 mm orientado hacia atrás para protección mutua. El avión de O'Hare's estaba armado con cuatro cañones de calibre 50, con 450 balas por arma, lo que le da unas diez explosiones de 3 segundos.
Su primera maniobra fue un ataque de buceo de lado alto que empleó disparos de desviación. Se las arregló para golpear el motor derecho de Betty  y los tanques de combustible del ala; cuando la nave afectada  en el lado derecho de la formación se lanzó bruscamente a estribor, cambió al siguiente avión en la línea.  Este último avión se incendió, pero su tripulación logró apagar las llamas con "un solo chorro de líquido ... del extintor".
Con dos aviones fuera de formación, O'Hare comenzó su segundo pase de tiro. Su primer objetivo fue el avión exterior. Los disparos efectuados por O'Hare dañaron el motor derecho y el tanque de combustible izquierdo, lo que obligó al avión a arrojar sus bombas y abortar la misión.
Cuando O'Hare comenzó su tercer pase de tiro, los aviones restantes se acercaban al punto de lanzamiento de su bomba. O'Hare logró derribar otro avión antes de tiempo,  lo que dejó al avión líder  expuesto. El fuego concentrado de O'Hare hizo que la góndola del motor de babor del avión se liberara de sus montajes y cayera del avión. De hecho, la explosión fue tan violenta que los primeros pilotos de Chutai estaban convencidos de que un estallido AA había golpeado el avión de su comandante. Con un gran agujero en su ala izquierda, este avión se convirtió en el tercer asesinato de O'Hare.
Poco después, O'Hare hizo un segundo pase de disparo contra el avión líder (que ahora lo había alcanzado) pero se quedó sin municiones. Frustrado, se apartó para permitir que los barcos dispararan sus cañones antiaéreos. A pesar de que los aviones restantes lograron lanzar sus municiones, todas sus bombas de 250 kg fallaron. O'Hare creía que había derribado seis bombarderos y había dañado un séptimo. El Capitán Sherman luego reduciría esto a cinco, ya que cuatro de los nueve bombarderos reportados aún estaban en lo alto cuando se retiró. El teniente comandante John Thach, apresurándose hacia la escena con refuerzos después de limpiar el segundo Chûtai, vio a tres bombarderos enemigos cayendo en llamas al mismo tiempo.
O'Hare pudo destruir tres aviones solo. El último avión, sin embargo, aún no estaba terminado. El piloto de comando de Ito, el suboficial Chuzo Watanabe, intentó golpear a Lexington con su avión dañado. Echó de menos y voló al agua cerca de Lexington a las 17:12. Otros tres aviones fueron dañados por los ataques de O'Hare.
Con sus municiones gastadas, O'Hare regresó al portaaviones y fue disparado accidentalmente pero sin efecto por una ametralladora calibre 5o. Su avión había sido alcanzado por una sola bala durante su vuelo sobre el ala de babor del F-15 que desafortunadamente desactivó su indicador de velocidad aérea. Según Thach, O'Hare se acercó a la plataforma de armas para decir con calma al avergonzado artillero antiaéreo que le había disparado: "Hijo, si no dejas de dispararme cuando baje las ruedas, estoy va a tener que informarle al oficial de artillería ".
En opinión del almirante Brown y del capitán Frederick C. Sherman, las acciones de O'Hare pueden haber salvado al Lexington de daños graves o incluso pérdidas. A las 19:00 todos los aviones habían sido recuperados, excepto por dos F4F-3 Wildcats derribados mientras atacaban bombarderos enemigos; ambos se perdieron mientras realizaban carreras constantes sin deflexión desde la popa de sus objetivos. El piloto de un caza fue rescatado, el otro cayó con su avión.
El portaaviones Lexington regresó después de la incursión de Nueva Guinea a Pearl Harbor para reparaciones y para quitar sus cañones obsoletos de 8 pulgadas, transfiriendo algunos de sus aviones de combate F4F-3 al USS Yorktown (CV-5) incluyendo el avión que O'Hare utilizó durante su famosa misión. El piloto asignado para volar este avión a Yorktown fue amonestado por O'Hare justo antes del despegue para cuidar su avión. Momentos después, el luchador despegó sin éxito, rodando por la cubierta y hacia el agua; el piloto fue recuperado, pero se perdió el famoso avión.

### Elogios
O'Hare se convirtió en un as volador, al haber derribado cinco bombarderos. Fue ascendido a teniente comandante y se convirtió en el primer aviador naval en recibir la Medalla de Honor. Con el presidente Franklin D. Roosevelt mirando, la esposa de O'Hare colocó la Medalla alrededor de su cuello. Después de recibir la Medalla de Honor, el entonces teniente O'Hare fue descrito como "modesto, inarticulado, humorístico, terriblemente agradable y más que un poco avergonzado por todo el asunto".
O'Hare continuó recibiendo condecoraciones más tarde en 1943  en agradecimiento a sus acciones en batallas cerca de Marcus Island en agosto y misiones posteriores cerca de Wake Island en octubre.

### Obligaciones fuera de combate
O'Hare no estuvo en combate desde principios de 1942 hasta finales de 1943 debido a los eventos importantes que estuvo participando durante ese período, que incluyeron volar un F4F-3A Wildcat (BuNo 3986 "White F-13") junto con el teniente comandante Jimmy Thach para material publicitario el 11 de abril de 1942, la presentación de la Medalla de Honor en la Casa Blanca el 21 de abril, y el desfile de bienvenida en la ciudad natal de O'Hare el sábado 25 de abril de 1942.
Su desfile de bienvenida se celebró en St. Louis . En el punto de partida, O'Hare, que llevaba la impresionante Medalla de Honor de listones azules alrededor del cuello, fue guiado al asiento trasero de un Packard Phaeton negro abierto, donde se sentó entre su esposa Rita y su madre Selma. El desfile comenzó al mediodía, liderado por una escolta policial de motocicletas, luego llegó la banda de Jefferson Barracks, veteranos de marcha, un camión lleno de fotógrafos, el Phaeton de O'Hare (con un guardia de honor marino de seis hombres al lado) y otros autos abiertos. En la retaguardia se encontraba el cuerpo estudiantil completo de 350 miembros de la Academia Militar Occidental. El alcalde le regaló un reloj de oro de cuatro esferas grabado con las palabras "Al teniente comandante Edward H. O'Hare, USN, de una orgullosa y agradecida ciudad de St. Louis, el 25 de abril, 1942 ".  Mientras su madre y hermanas recortaban historias de periódicos y fotos los días siguientes, su lugar en la historia comenzó a surgir en ellas. El titular de un periódico decía: "60,000 personas dan a O'Hare la bienvenida de un héroe aquí". En 1942, Estados Unidos necesitaba urgentemente un héroe vivo, y Butch O'Hare era un aviador naval joven y guapo, por lo que participó en varias giras de bonos de guerra en los meses siguientes.
El 19 de junio de 1942, asumió el mando del VF-3, relevando así al teniente comandante Thach. Fue trasladado a Maui, Hawái, para instruir a otros pilotos en tácticas de combate. La política de la Marina consistía en utilizar a sus mejores pilotos de combate para entrenar a nuevos pilotos, en contraste con la práctica japonesa de mantener a sus mejores pilotos volando en misiones de combate.
El 2 de marzo de 1943, Butch se reencontró con su esposa y por primera vez abrazó a su hija de un mes, Kathleen. Su familia residía en Coronado en 549 Orange Avenue, cerca de North Island NAS . A finales de marzo de 1943, O'Hare convirtió al Alférez Alexander Vraciu, un joven reservista naval recién salido de la escuela de aviación, en su ayudante. El 15 de julio de 1943, VF-3 intercambió designaciones con el escuadrón VF-6.

### Volver al combate
Equipado con el nuevo Grumman F6F-3 Hellcat, dos tercios de VF-6 (veinticuatro F6F-3) O'Hare se embarcó el 22 de agosto de 1943 en el portador ligero USS Independence (CVL-22).  La llegada de los F6F con sus potentes motores radiales Pratt & Whitney R-2800 a fines de 1943, combinados con el despliegue de los nuevos transportistas de la clase Essex y los transportistas de la clase Independence , inmediatamente le dio a la Flota del Pacífico la supremacía aérea dondequiera que operara. La primera misión de combate del Hellcat ocurrió el 31 de agosto de 1943, en un ataque contra la isla Marcus . Al F6F le fue bien contra los combatientes japoneses y demostró que con las tácticas y el trabajo en equipo correctos, el Zero japonés no necesita ser considerado un enemigo superior. El debut de combate de VF-6 en Independence también fue muy exitoso, y por las acciones que O'Hare realizó  en batallas cerca de la isla Marcus el 31 de agosto de 1943 recibió la Cruz de vuelo distinguida.  Por sus acciones en misiones posteriores cerca de la Isla Wake el 5 de octubre de 1943, fue condecorado con una Estrella de Oro en lugar de una segunda Cruz Voladora Distinguida.

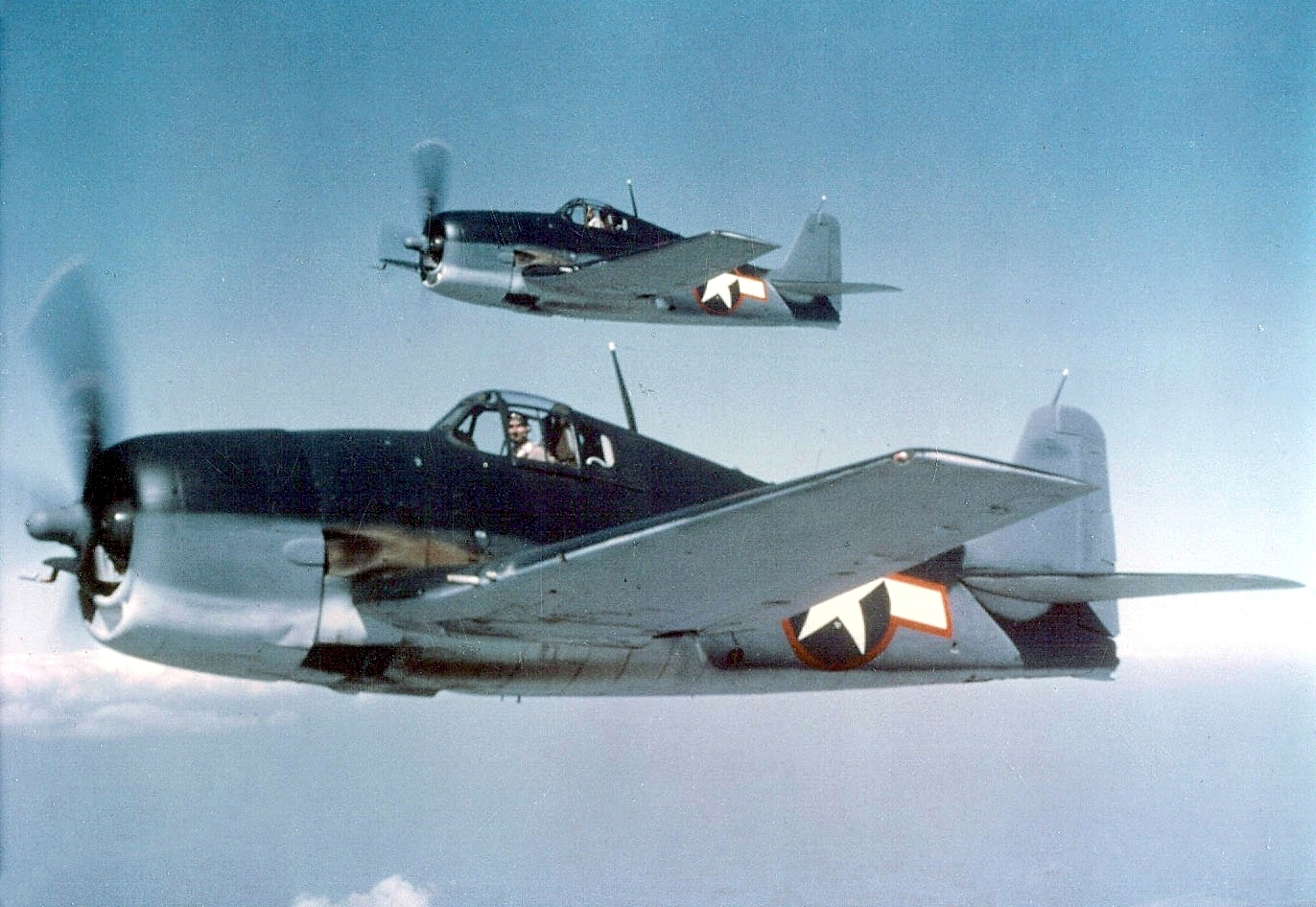
Una sección de dos planos de F6F-3 Hellcats en un esquema de camuflaje tricolor, con la insignia nacional con el contorno rojo (21 de enero de 1943).

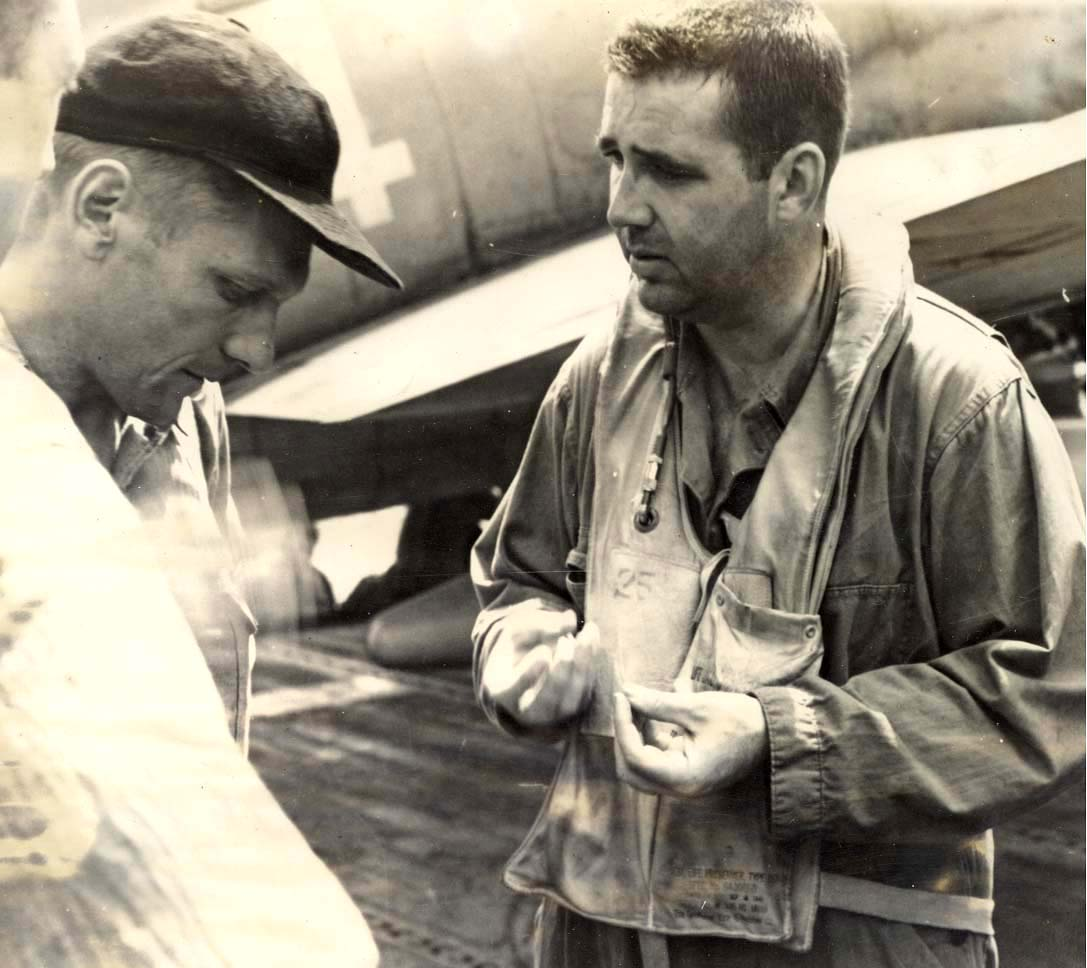
O'Hare y el jefe de equipo Williams "Chief Willy" junto a un F6F-3 Hellcat hablan en Wake el 5 de octubre de 1943.

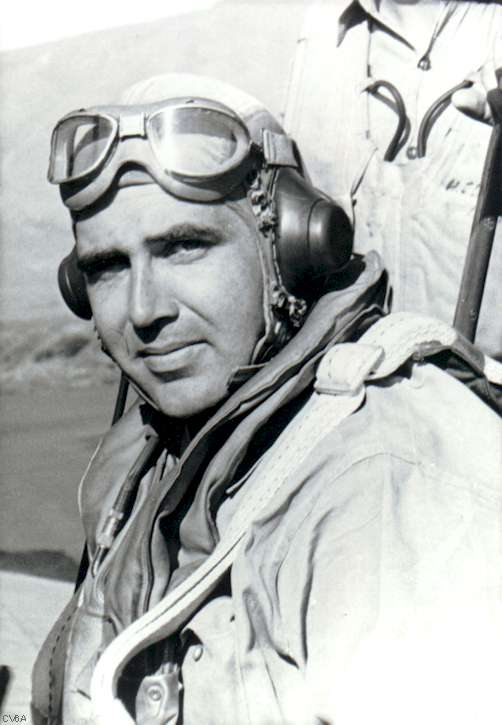
O'Hare como Air Group Six Commander en la cabina de un Grumman F6F-3 (1943).

El 10 de octubre de 1943, O'Hare nuevamente voló con VF-6  para los ataques aéreos contra Wake Island. En esta misión, el teniente Alex Vraciu (futuro as de la Marina) fue su compañero de ala, y ambos anotaron ese día. Cuando se encontraron con una formación enemiga, Butch tomó el avión exterior y Vraciu tomó el avión interior. Butch se fue por debajo de las nubes para conseguir un Mitsubishi Zero japonés y Vraciu lo perdió, por lo que mantuvo un ojo en un segundo Zero que fue a Wake Island y aterrizó. Vraciu bombardeó el cero en el suelo, y luego vio un bombardero Betty que luego derribó. Al regresar al transportista, O'Hare le preguntó a dónde fue y ahí supo que definitivamente debería haberse quedado con su líder. Alex Vraciu dijo más tarde  después de la guerra: "O'Hare enseñó a muchos de los miembros del escuadrón pequeñas cosas que luego les salvarían la vida. Un ejemplo fue girar el cuello antes de comenzar una carrera de estrangulamiento para asegurarse de que los combatientes enemigos no estuvieran detrás de usted ". También aprendió de O'Hare el "pase lateral alto" utilizado para atacar a los bombarderos japoneses Mitsubishi G4M Betty . La técnica del lado alto se usó para evitar el fuego letal de 20 mm del artillero de cola de Betty . La incursión de Wake Island sería la última ocasión en que Butch lideraría el VF-6 en la batalla. Según las órdenes fechadas el 17 de septiembre de 1943, octubre encontró a Butch O'Hare como Comandante del Grupo Aéreo (CAG) al mando del Grupo Aéreo Seis, embarcado en el famoso USS Enterprise (CV-6) . Funcionando como CAG, O'Hare recibió el comando de todo el grupo aéreo Enterprise : cazas Grumman F6F Hellcat, bombarderos de buceo Douglas SBD Dauntless, bombarderos de torpedos Grumman TBF Avenger y 100 pilotos.
A pesar de estar a cargo ahora de tres escuadrones, O'Hare todavía insistió en que todos lo llamaran "Butch". Su escuadrón VF-6 "seguiría dividido" entre tres portaaviones, lo cual se había vuelto demasiado útil para completar los grupos aéreos de portaaviones, ya que no habían reemplazos bien entrenados a disposición. Como resultado, Fighting Squadron Two (VF-2) abordó el USS Enterprise desde noviembre de 1943 y se convirtió en el nuevo Fighting Squadron de Butch. Mientras preparaba su nuevo grupo aéreo, sufrió lo que pretendía como una separación temporal de su amado Escuadrón VF-6 "Felix the Cat". La noticia golpeó también a los hombres del VF-6. O'Hare voló por primera vez un TBM-1 Avenger como avión de comando CAG-6 con el bombardero Del Delchamps, AOM1 / cy el radiómano Hal Coleman como miembros de la tripulación. Con sus buenas instalaciones de radio, manejo dócil y largo alcance, el Grumman Avenger fue un avión de comando ideal para los Comandantes del Grupo Aéreo (CAG), pero Butch consideró al bombardero de torpedos Grumman como un 'pavo cojo' en comparación con el caza Grumman F6F Hellcat .
Más tarde, el almirante posterior Radford cumplió con la solicitud de O'Hare de tomar un caza como avión de comando en lugar del Avenger, por lo que este último, en una decisión fatídica, felizmente sacó al Grumman F6F-3 Hellcat Bureau Número 66168 del grupo de la flota para convertirse en su CAG principal avión, numerado "00". Del 20 al 23 de noviembre de 1943, las fuerzas estadounidenses desembarcaron en Gilberts ( Tarawa y Makin ), y el portaaviones Enterprise se unió para brindar apoyo aéreo cercano a los marines que desembarcan en la isla Makin. Equipados con el Grumman F6F Hellcat, los pilotos de combate de la Marina podían proteger a la flota del ataque de aviones japoneses.

### Misión final y muerte

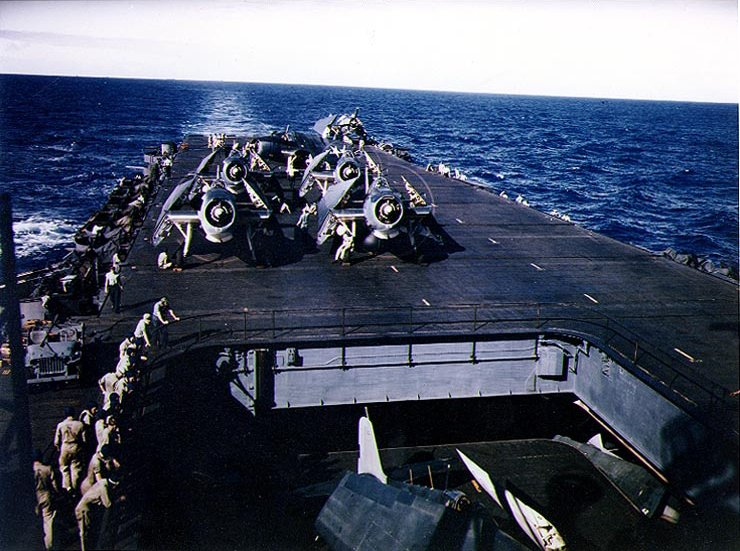
Avengers calentando en CV-6 Enterprise.

Frente a la superioridad aérea estadounidense, los japoneses desarrollaron rápidamente tácticas para enviar bombarderos Mitsubishi G4M Betty armados con torpedos en misiones nocturnas desde sus bases en las Marianas contra los portaaviones. A fines de noviembre, lanzaron estos ataques a baja altitud casi todas las noches para llegar al Enterprise y otros barcos estadounidenses, por lo que el Contraalmirante Arthur W. Radford, O'Hare y el Comandante Tom Hamilton, Oficial Aéreo CV-6, estuvieron profundamente involucrados en el desarrollo ad hoc contra-tácticas, las primeras operaciones de combate nocturno de la Marina lanzadas en portaaviones. El plan de O'Hare requería que el director de Caza del Portador (FDO) detectara las formaciones enemigas entrantes a distancia y enviara una sección de "Equipo de murciélagos" consistente en un bombardero de torpedos Grumman TBF Avenger y dos cazas Grumman F6F Hellcat hacia los intrusos japoneses. Si bien los ingenieros del MIT y la industria electrónica pronto lograron mejoras en los nuevos tipos de radares de aviación, los radares primitivos disponibles en 1943 eran muy voluminosos, atribuidos al hecho de que contenían tecnología de tubos de vacío . Los radares se transportaban solo en los Avengers TBF, que tenían espacio, ya que los Hellcats más pequeños y rápidos, por lo que el Avenger TBF equipado con radar llevaría a los Hellcats a la posición detrás de los bombarderos entrantes, lo suficientemente cerca como para que los pilotos del F6F vieran visualmente las llamas azules de escape. de los bombarderos japoneses. Finalmente, los Hellcats se acercarían y derribarían los bombarderos portadores de torpedos.
Uno de los cuatro pilotos de combate para llevar a cabo estas operaciones experimentales de caza nocturna para interceptar y destruir los bombarderos enemigos fue el entonces LT Roy Marlin Voris, quien después de la guerra fundó y comandó al escuadrón de demostración de vuelo de la marina  Blue Angels.
En la noche del 26 de noviembre de 1943, el Enterprise introdujo el experimento en el control cooperativo de Avengers y Hellcats para la lucha nocturna, cuando el equipo de tres aviones de la nave disolvió un gran grupo de bombarderos terrestres que atacaban al Grupo de tareas TG 50.2. O'Hare se ofreció a liderar esta misión para llevar a cabo el primer ataque de caza nocturno de la Marina desde un portaaviones para interceptar una gran fuerza de bombarderos de torpedos enemigos. Cuando llegó la llamada a los combatientes, O'Hare estaba comiendo. Cogió parte de su cena con el puño y comenzó a correr hacia la habitación preparada. La unidad de caza nocturna fue catapultada entre las 17:58 y las 18:01 y los pilotos para esta misión fueron Butch O'Hare y el Alférez Warren Andrew "Andy" Skon de VF-2 en F6Fs y el Comandante de Escuadrón de VT-6, LCDR John C. Phillips en un TBF1-C. La tripulación del avión torpedo TBF estaba compuesta por LTJG Hazen B. Rand, especialista en radar y Alvin Kernan, AB, AOM1 / c. Las 'Black Panthers', como se llamaba a los cazas nocturnos, despegaron antes del anochecer y volaron hacia la masa entrante de aviones japoneses.
La confusión y las complicaciones pusieron en peligro el éxito de la misión. Los Hellcats primero tuvieron problemas para encontrar al Avenger y el FDO tuvo dificultades para guiar a cualquiera de ellos hacia los objetivos. O'Hare y el alférez W. Skon finalmente se colocaron detrás del Vengador. O'Hare había sido muy consciente del peligro mortal de un inminente fuego amigo en esta situación, por lo que llamó por radio al piloto del vengador de su sección: "Oye, Phil, enciende las luces. Quiero asegurarme de que estoy perforando un demonio amarillo ".
O'Hare fue visto por última vez en la posición de las 5 en punto del TBF. Por esa época, el artillero de la torreta del TBF, Alvin Kernan (AOM1 / c) notó un bombardero japonés G4M Betty arriba y casi directamente detrás de la posición de las 6 en punto de O'Hare.  Kernan abrió fuego hacia el bombardero y un artillero japonés disparó de vuelta. El avión de O'Hare aparentemente fue atrapado en un fuego cruzado. Segundos después, su avión se deslizó fuera de la formación a babor, empujando ligeramente hacia adelante a unos 160 nudos y luego desapareció en la oscuridad. El piloto del Vengador, el teniente comandante Phillips, llamó repetidamente a O'Hare pero no recibió respuesta. El alférez Skon respondió:  "Sr. Phillips, este es Skon. Vi que se apagaban las luces del señor O'Hare y, en el mismo instante, parecía desviarse y caer en la oscuridad ". Phillips luego afirmó, cuando el avión se perdió de vista, parecía liberar algo que cayó casi verticalmente a una velocidad demasiado lenta para cualquier cosa que no sea un paracaídas. Entonces apareció algo "gris blanquecino" debajo, tal vez el chapoteo del avión que se hundía en el mar.
Phillips reportó al barco la posición ( 1°26′0″N 171°56′0″O / 1.43333, -171.93333 ). Después del amanecer, se realizó una búsqueda en tres planos, pero no se encontraron rastros de O'Hare o su avión. El 29 de noviembre, un bote volador PBY Catalina también realizó una búsqueda sin resultados positivos, y O'Hare fue reportado como desaparecido en acción.
Durante 54 años no hubo una respuesta definitiva sobre si había sido derribado por un fuego amigo o por el artillero de la nariz del bombardero japonés. En 1997, la publicación de la fuente principal de este artículo, "Fateful Rendezvous: The Life of Butch O'Hare", de Steve Ewing y John B. Lundstrom arrojó una nueva evidencia. Ellos afirman muy claramente que los japoneses mataron a Butch O'Hare.
En el Capítulo 16, "Lo que le sucedió a Butch", dice lo siguiente: "Butch cayó ante su vieja adversaria familiar, una Betty. Lo más probable es que muriera o que fuera incapacitado de inmediato, un disparo afortunado del observador delantero se agachó en la nariz acristalada delantera del rikko [Betty] ... las balas de 7,7 mm del artillero de la nariz muy probablemente penetraron la cabina de Butch desde arriba en el babor y por delante de la placa de armadura del F6F ".  En el índice, Ewing y Lundstrom afirman rotundamente que Kernan está "acusado injustamente de derribar a Butch".
¿Por qué la confusión durante tantos años? Ewing y Lundstrom señalan que el relato "más documentado" de la última misión de O'Hare se produjo en la historia del Enterprise de 1962 por el CDR Edward P. Stafford, que se basó en informes de acción y recuerdos de la antigua tripulación de Enterprise, pero no contenía entrevistas con ninguno de los participantes vivos. Por el contrario, los autores mencionados llegaron a sus conclusiones sobre lo que le sucedió a Butch después de entrevistar a los sobrevivientes aún vivos de la última misión de O'Hare: el piloto del F6F Skon, el oficial de radar TBF Rand y el artillero de TBF Kernan. quíenes afirmaron: "A través de Stafford y otras cuentas basadas en gran medida en los informes de acción, Butch se ha convertido erróneamente en una de las víctimas de" fuego amigo "más famosas de Estados Unidos.
El 9 de diciembre, llegó la noticia oficial de que O'Hare había desaparecido en acción. Su madre viajó a San Diego para estar con su esposa Rita y su hija Kathleen. Bob Jackson escribió a la esposa de O'Hare para describir la búsqueda extensa pero infructuosa de su esposo. En la carta, Jackson citó a Arthur W. Radford diciendo de Butch O'Hare que "nunca vio a un individuo tan universalmente querido".  Lo más difícil que tuvo que hacer el excompañero de vuelo de O'Hare, LT Alex Vraciu, fue hablar con la esposa de O'Hare, Rita, después de regresar a Estados Unidos.  El 20 de diciembre de 1943, se ofreció una misa pontificia solemne de Réquiem para Butch O'Hare en la Catedral de St. Louis.
Cuando O'Hare desapareció el 26 de noviembre de 1943 y fue declarado muerto un año después, su viuda Rita recibió las decoraciones póstumas de su esposo, un Corazón Púrpura y la Cruz de la Marina.

### USSO'Hare
El 27 de enero de 1945, la Marina de los Estados Unidos nombró a un destroyer clase Gearing como USS O'Hareen su honor. El barco fue tuvo su viaje inaugural el 22 de junio de 1945 con la madre de Butch madre, Selma O'Hare, como patrocinador.  O'Hare fue dado de baja el 31 de octubre de 1973, luego transferido en préstamo y luego vendido a la Armada española . En 1992, la Armada española desmanteló y desechó el barco.

### Aeropuerto internacional O'Hare
El coronel Robert R. McCormick, editor del Chicago Tribune, sugirió que se cambiara el nombre del aeropuerto Orchard Depot de Chicago en homenaje a O'Hare. El 19 de septiembre de 1949, el aeropuerto pasó a llamarse Aeropuerto Internacional O'Hare para honrar su valentía. El aeropuerto muestra una réplica del como el que voló durante la acción de la Medalla de Honor.
El avión en exhibición se recuperó del fondo del lago Míchigan, donde se hundió después de un accidente de entrenamiento en 1943 al salir del portaaviones de entrenamiento USS Wolverine (IX-64). En 2001, el Museo de Clásicos del Aire remodeló el avión para replicar el F4F-3 Wildcat que O'Hare voló en su vuelo de Medal of Honor.  El avión restaurado se exhibe en el extremo oeste de la Terminal 2 detrás del puesto de control de seguridad para honrar al homónimo del Aeropuerto Internacional O'Hare.

### Otros honores
El mismo mes, el nombre de O'Hare fue grabado en "Muro de los Desaparecidos" del Cementerio Nacional del Pacífico en Honolulu. En marzo de 1963, el presidente John F. Kennedy participó de una ceremonia de colocación de coronas en el aeropuerto O'Hare  en honor de Butch O'Hare. El Museo Naval y Marítimo de Patriots Point honró a O'Hare con una exhibición F4F-3A  y una placa  dedicada por la asociación CV-10 del USS Yorktown, "Que Butch O'Hare descanse en paz... "
- Edward J. O'Hare
- List of aviators
- List of Medal of Honor recipients for World War II
- List of people who disappeared